# Meioneta pogonophora
Meioneta pogonophora är en spindelart som beskrevs av George Hazelwood Locket 1968. Meioneta pogonophora ingår i släktet Meioneta och familjen täckvävarspindlar. Inga underarter finns listade i Catalogue of Life.